# كوسنيا
كوسنيا قرية سوريّة تتبع إداريّاً لمحافظة حلب منطقة جبل سمعان ناحية زمار، بلغ تعداد سكانها 853 نسمة حسب التعداد السكاني لعام 2004.